# La Marque
La Marque város az USA Texas államában, Galveston megyében. Lakosainak száma 18 030 fő (2020. április 1.).

## Népesség
A település népességének változása:

| 2010 | 14 509 |
| 2020 | 18 030 |